# Weta thomsoni
Weta thomsoni är en insektsart som beskrevs av Lucien Chopard 1923. Weta thomsoni ingår i släktet Weta och familjen grottvårtbitare. Inga underarter finns listade i Catalogue of Life.